# پال استانتون
پال استانتون (انگلیسی: Paul Stanton؛ ‏ ۲۱ دسامبر ۱۸۸۴ – ۹ اکتبر ۱۹۵۵) بازیگر اهل ایالات متحده آمریکا بود.
از فیلم‌ها یا برنامه‌های تلویزیونی که وی در آن نقش داشته‌است، می‌توان به ماجرای پرشور هالیوود، سربازان نیروی هوایی، حقیقت تلخ، آنی در گرین گیبلز، راهی به فردا ساختن، و روزی روزگاری اشاره کرد.